# Церболо
Церболо (італ. Zerbolò) — муніципалітет в Італії, у регіоні Ломбардія, провінція Павія.
Церболо розташоване на відстані близько 470 км на північний захід від Рима, 33 км на південний захід від Мілана, 11 км на захід від Павії.
Населення — 1744 особи (2014).

## Демографія
Населення за роками:

Станом на 1 січня 2023 року в муніципалітеті офіційно проживали 82 іноземці з 23 країн, серед них 23 громадяни країн Євросоюзу та 3 громадяни України.

## Сусідні муніципалітети
- Берегуардо
- Борго-Сан-Сіро
- Карбонара-аль-Тічино
- Гарласко
- Гропелло-Каїролі
- Торре-д'Ізола
- Вілланова-д'Арденгі